# Jeg er din
Pour plus de détails, voir Fiche technique et Distribution.
Jeg er din est un film dramatique norvégien écrit et réalisé par Iram Haq et sorti en 2013. 
Le film a été sélectionné comme entrée norvégienne pour l'Oscar du meilleur film en langue étrangère à la 86e cérémonie des Oscars, mais n'a pas été nommé.

## Fiche technique
- Titre : Jeg er din
- Titre anglais : I Am Yours
- Réalisation : Iram Haq
- Scénario : Iram Haq
- Photographie : Marek Septimus Wieser
- Montage : Anne Østerud
- Musique : Even Vaa
- Pays d'origine : Norvège
- Langue originale : norvégien
- Format : couleur
- Genre : dramatique
- Durée : 96 minutes
- Dates de sortie :
  - Norvège : 16 août 2013

## Distribution
- Amrita Acharia : Mina
- Ola Rapace : Jesper
- Prince Singh : Felix
- Rabia Noreen : Samina
- Trond Fausa : Martin
- Assad Siddique : Faren til Felix
- Tobias Santelmann : Dirk
- Jesper Malm : Simon
- Sudhir Kumar Kohli : Faren til Mina
- Sara Khorami : Stemoren til Felix
- Usha Patel : Bestemor
- Musse Hasselvall : Bokser
- Vatch Wartanian : Bokser
- Jon Sigurd Kristensen : Mann på rasteplass
- Reyza Hoepers : Slektning av Mina
- Anita Chawla : Slektning av Mina
- Deepak Chawla : Slektning av Mina
- Isha Chawla : Slektning av Mina
- Diya Chawla : Slektning av Mina
- Veera Chawla : Slektning av Mina
- Ronny Vedal : l'architecte (non crédité)